# Cometes wappesi
Cometes wappesi är en skalbaggsart som beskrevs av Juliana Santos-Silva och Martins 2004. Cometes wappesi ingår i släktet Cometes, och familjen långhorningar.
Artens utbredningsområde är Panama. Inga underarter finns listade i Catalogue of Life.